# Edmund Jagiełło
Edmund Jagiełło (ur. 14 listopada 1946 w Sadowcu, zm. 11 listopada 2020 w Wieluniu) – polski lekarz i polityk, poseł na Sejm X kadencji i senator II kadencji.

## Życiorys
Ukończył w 1971 studia na Wojskowej Akademii Medycznej. Specjalizował się w zakresie chirurgii. Pracował w szpitalu wojskowym w Elblągu, z wojska odszedł w 1983 w stopniu majora. Został kierownikiem gminnego ośrodka zdrowia w Osjakowie. Był członkiem rady naczelnej Polskiego Komitetu Pomocy Społecznej i członkiem Polskiego Towarzystwa Lekarskiego.
W latach 1985–1989 zasiadał w gminnej i w wojewódzkiej radzie narodowej. W 1989 uzyskał mandat posła na Sejm kontraktowy. Został wybrany w okręgu sieradzkim z puli Polskiej Zjednoczonej Partii Robotniczej, do której należał od 1971 do rozwiązania. Na koniec kadencji należał do Poselskiego Klubu Pracy, zasiadał w Komisji Zdrowia. W 1991 został wybrany do Senatu z województwa sieradzkiego z ramienia komitetu „Regionowi i Polsce” (związanego z Polską Unią Socjaldemokratyczną). Zasiadał w Komisji Polityki Społecznej i Zdrowia oraz Komisji Regulaminowej i Spraw Senatorskich.
Wycofał się później z działalności politycznej. Praktykował jako lekarz, pozostawał dyrektorem zakładu opieki zdrowotnej w Osjakowie.
Pochowany na cmentarzu parafialnym w Osjakowie.